# 西町 (札幌市)
西町（にしまち）は北海道札幌市西区の中央やや西部にある地名。面積わずか1.1km2と西区内では狭い地区であるが、大規模商業施設をはじめ自動車販売会社、各種企業、遊戯施設、金融機関、斎場、病院など道路に面して様々な施設がある一方、住宅も多い地区である。

## 地理
以前は手稲東と呼ばれた地区で旧手稲町時代から、旧国道5号線（通称北5条手稲通：北海道道124号宮の沢北一条線）の札幌 - 小樽間を通過する地区である。この道路（道路自体は東西に伸びているわけではなく、南東から北西にかけて斜めに伸びている）を挟んで両側に所在する。道路より北東側を西町北、南西側を西町南と呼ぶ。道路沿いのため土地はなだらかではあるが南から北へと緩やかな傾斜がある。
西町北1丁目から20丁目、西町南1丁目から21丁目まで存在するが、10丁目以降は必ずしも向かい合わせになっておらず、11丁目から1区画ずれている。
隣接している地区は、東側は琴似発寒川を挟んで琴似、西側が西野・屯田通を境に宮の沢、南側が西野、北側が二十四軒・手稲通を境に発寒となっている。

## 歴史
- 1882年（明治13年）：手稲村大字上手稲村の一地区となる。
- 1942年（昭和17年）：手稲町の大字三村が廃止され、十二字区になり、札幌郡手稲町字東となる。
- 1965年（昭和40年）：札幌市営バスが手稲東町（現西町北7丁目）を拠点として、西野、平和、福井方面にマイクロバスでの運行開始（西野第二線、平和の滝線、福井えん堤線）。
- 1967年（昭和42年）：手稲町が札幌市と合併。札幌市手稲東となる。
- 1970年（昭和45年）：北5条手稲通（旧国道5号線）を境に、発寒側は手稲東○北△丁目、西野側は手稲東○南△丁目となる。
- 1972年（昭和47年）：札幌市が政令指定都市となり区制施行。札幌市西区の一地区となり、住所表記は札幌市手稲東から札幌市西区手稲東となる。
- 1989年（平成元年）
  - 8月：西区から手稲区が分区する際に、「手稲東」を住民から募集した「西町」という名称に変更。現在の丁目表記になる。
  - 10月：手稲宮の沢1南1～3丁目が西町19～21丁目と西野1条9丁目、手稲宮の沢1北1・2丁目が西町北19・20丁目となる。

## 住所
| 町丁                | 郵便番号 |
| ------------------- | -------- |
| 西町北1丁目～20丁目 | 063-0061 |
| 西町南1丁目～21丁目 | 063-0062 |

## 交通
- 札幌市営地下鉄東西線「発寒南駅」（西町北8丁目）、「宮の沢駅」（宮の沢1条1丁目）
- ジェイ・アール北海道バス札樽線
  - 発寒南バス発着場（西町北7丁目）

## 教育機関
- 手稲東保育園（西町南13丁目）
- 西野第二さくら幼稚園（西町北18丁目）

## 公共施設
- 札幌市手稲記念館（西町南21丁目）
- 手稲東児童会館（西町北10丁目）
- 西町会館（西町南9丁目）
- 北海道札幌方面西警察署西町交番（西町北6丁目）
- 札幌西町北郵便局（西町北6丁目）
- 札幌宮の沢郵便局（西町北19丁目）

## 関連施設・商業施設
- イオン札幌西町ショッピングセンター（西町南6丁目）旧西友西町店
- ジョイ (スーパーマーケット)（西町北7丁目）
- ヴィクトリアステーション（西町北10丁目）
- むすめやホール 西町（西町北8丁目）
- 西区博善斎場（西町北12丁目）
- やわらぎ斎場 西町（西町南18丁目））
- 證誓寺（西町南8丁目）
- 札幌西福音キリスト教会（西町北8丁目）
- 末日聖徒教会（西町南15丁目）
- 勤医協札幌西区病院（西町北19丁目）